# اتلولف وسکس
اتلولف (به انگلیسی: Aethelwulf یا Ethelwulf، به انگلیسی باستان: Æthelwulf) (درگذشتهٔ ۸۵۸ میلادی) از فرمانروایان آنگلوساکسونی انگلستان و شاه وسکس از ۸۳۹ تا ۸۵۶ م بود. او با مرسیا متحد شد و توانست در برابر حملات وایکینگ‌های دانمارکی ایستادگی کند.

## زندگی‌نامه
اتلولف پسر اگبرت، شاه قدرتمند وسکس (حکومت ۸۰۲–۸۳۹) بود و پس از مرگ پدرش در ۸۳۹ و در حالی‌که ۴ سال از هجوم گستردهٔ دانمارکی‌ها به سواحل انگلیس می‌گذشت بر تخت پادشاهی نشست. در ۸۵۱ او توانست بر لشکر عظیمی از دانمارکی‌ها در مکانی به نام آکلیا در سوری پیروز شود. اتلولف سپس برای اتحاد با مرسیا در ۸۵۳ دخترش را به ازدواج برگرد، شاه مرسیا درآورد و خودش نیز با آزبر، دختر اسلاک همپشایر ازدواج نمود. آن دو صاحب ۵ پسر شدند که ۴ تن از آن‌ها به پادشاهی رسیدند. آزبر در حدود ۸۵۰ درگذشت.
اتلولف فردی مذهبی بود و همراه با پسر محبوبش آلفرد در ۸۵۶ به منظور زیارت به رم رفت. او در بازگشت و به منظور اتحاد با شارل دوم کچل، پادشاه فرانک غربی، با دختر او جودیت در ۱ اکتبر ۸۵۶ ازدواج نمود. اما در غیاب اتلولف پسر بزرگش اتلبالد، که گمان می‌برد برادر کوچکترش آلفرد که محبوب پدر بود پس از مرگ او به پادشاهی وسکس برسد با سوءاستفاده از فرصت پیش‌آمده قدرت را در دست گرفته بود.
در مقابل اتلولف علی‌رغم برخورداری از حمایت نسبی به‌منظور جلوگیری از جنگ و خونریزی شرایط پیش‌آمده را پذیرفت و به مقام پیشتر خود که فرمانروایی کنت بود بازگشت و تا پایان عمر حکومت آن سرزمین و چند استان شرقی دیگر را در اختیار داشت. او در این مدت تمام تلاش خود را به‌کار بست تا از درد و رنج بینوایان در کنت بکاهد و وصیت نمود تا پس از او نیز غذا، نوشیدنی و مسکن برای افراد نیازمند در نظر گرفته شود. اتلولف در ۸۵۸ درگذشت و مردمش بر او سوگواری بسیار کردند. او را نخست در استینینگ به خاک سپردند اما بعدتر جسدش را به کلیسای جامع وینچستر منتقل نمودند.